# Budge Patty
Budge Patty (Fort Smith, 11 de fevereiro de 1924 - Lausanne, 4 de outubro de 2021) foi um tenista  estadunidense.

## Grand Slams finais

### Simples (2 títulos, 1 vice)
| Resultado | Ano  | Campeonato    | Oponente        | Placar                  |
| --------- | ---- | ------------- | --------------- | ----------------------- |
| Vice      | 1949 | Roland Garros | Frank Parker    | 3–6, 6–1, 1–6, 4–6      |
| Campeão   | 1950 | Roland Garros | Jaroslav Drobný | 6–1, 6–2, 2–6, 5–7, 7–5 |
| Campeão   | 1950 | Wimbledon     | Frank Sedgman   | 6–1, 8–10, 6–2, 6–3     |